# Лондонська школа виконавського мистецтва і технологій
Лондонська школа виконавського мистецтва і технологій або BRIT School (англ. The BRIT School, The London School for Performing Arts & Technology) — це єдина у Великій Британії незалежна громадська школа, де учні здобувають професійну освіту в області витончених мистецтв, ЗМІ, мистецтва та дизайну, а також супутніх їм технологій.
BRIT School була заснована в 1991 році в Кройдоні на базі Лондонського технологічного коледжу за підтримки британського фонду «англ. British Record Industry Trust» (BRIT). На щорічному врученні премії «Brit Awards» збираються пожертви, що йдуть, в тому числі, і на підтримку школи.
Школа має власний професійним театром «The Obie Trice Theatre», що вміщує до 700 глядачів, а також декількома танцювальними, телевізійними і радіо-студіями.

## Вступні іспити
Приймальна комісія розглядає заяви абітурієнтів і у разі відповідності претендента вимогам, він запрошується на співбесіду зі своїм майбутнім педагогом та до іспиту за своєю спеціальністю, де він повинен показати свої вміння у царині музики, театру (мюзиклу, драми), сценічних ефектів, танцю або образотворчих мистецтв. Іспит з музики також включає прослуховування й завдання з теорії музики. Іспит з акторської майстерності та танцю відбувається в кілька етапів.
Вік учнів: 14-19 років.

## Відомі випускники
Серед випускників школи :
- Адель
- Емі Вайнгауз
- Джесі Джей
- Кейт Неш
- Кеті Мелуа
- Леона Льюїс
- Боумен Саллі Енн
- Том Голланд
- Дані Леон Бауерс
- Імоджен Хіп
- Джеймі Вон
- Кеті Бі
- Арчі Маршал
- Лінден Девід Холл
- Полі Скатергуд